# Ouled Sabor
Ouled Sabor là một đô thị thuộc tỉnh Sétif, Algérie. Dân số thời điểm năm 2002 là 10.005 người.